# Federico Escobar
Federico Escobar (Ciudad de Panamá, 16 de julio de 1861 - 2 de agosto de 1912) fue un escritor y poeta panameño.
A pesar de su origen en una familia con muchas necesidades, fue desde 1890 una de las figuras más populares e importantes de las letras panameñas, tanto por sus obras como por su colaboración en muchos periódicos y revistas de inicios de la era republicana. La estrechez económica en que se desarrollaron sus primeros años le impidió que lograra una educación académica superior. Trabajó por varios años como carpintero en el Canal Francés y desempeñó ocasionalmente algunos puestos públicos, pero ello no fue obstáculo para que, por su cuenta propia, se hiciera de una buena cultura. 
Publica obras en las que se destaca el orgullo por su profesión y raza, ideas políticas propias y su admiración a la típica mujer panameña, temas que se ponen de manifiesto en poemas como Niebla, Rato de ocio y la Criolla panameña. 
Escobar es uno de los autores nacionales que mejor refleja las circunstancias sociales y políticas de principios de siglo, y supo presentar con singular sencillez y espontaneidad el optimismo progresista de sus días y la dignidad de su raza. Esa misma capacidad y admiración por lo nacional lo llevó a cantar las glorias locales y a practicar una poesía pintoresca y popular, basadas en las costumbres autóctonas. 

## Obras
- La ley marcial (teatro), 1885.
- La hija natural (teatro), 1886.
- Hojas secas, 1890.
- El renacimiento de un pueblo, Oda a Cuba, 1902.
- Instantáneas, 1907.
- Patrióticas: a Don José D. de Obaldía, protector de las letras panameñas, 1909.
- La cucarachita mandinga, 1911.